# Magda Kašpárková
Magda Kašpárková (* 26. Oktober 1997 in Olmütz) ist eine tschechische Handballspielerin, die dem Kader der tschechischen Nationalmannschaft angehört.

## Karriere

### Im Verein
Nachdem Kašpárková für die 2. Damenmannschaft von DHK Zora Olomouc gespielt hatte, gehörte sie ab dem Jahr 2017 dem Erstligakader an. 2022 wechselte sie nach Deutschland zum Erstligisten Buxtehuder SV. Im Sommer 2024 schloss sie sich dem tschechischen Erstligisten DHC Sokol Poruba an.

### In Auswahlmannschaften
Mit der Tschechischen Nationalmannschaft nahm sie an der Weltmeisterschaft 2021 teil.

## Privat
Ihr Lebensgefährte ist der Tscheche Vojtěch Patzel, welcher ebenfalls Handball spielt.